# Ди Пьетро, Антонио
Антонио ди Пьетро (итал. Antonio Di Pietro; р. 2 октября 1950, Монтенеро-ди-Бизачча, Молизе) — итальянский юрист и политик, бывший лидер партии Италия Ценностей.

## Биография
Выходец из крестьянской семьи, сын Пеппино Ди Пьетро и Аннины Пальма, имел три сестры, из которых одна, его близнец Анджелина, умерла в возрасте четырёх лет. В юности три года учился в семинарии, затем уехал в Рим и учился в высшей школе телекоммуникации, оплачивая обучение за счёт подработки каменщиком. Пятнадцать месяцев служил в армии в Кьети, в 1972 году уехал в ФРГ и был рабочим на посудной фабрике. С 1973 по 1977 год находился на технической должности в Министерстве обороны. В 1978 году получил диплом юриста в Миланском государственном университете, сначала работал в секретариате нескольких коммун провинции Комо, а также комиссаром полиции, в 1981 году пришёл в судебную систему, в 1985 году занял должность помощника прокурора Республики в Милане.
В 1992—1994 годах Ди Пьетро стал активным участником операции «Чистые руки», в ходе которой миланской прокуратурой были выдвинуты 1233 обвинения в коррупции против должностных лиц. Первым 17 февраля 1992 года был арестован при получении взятки размером 7 млн лир (3500 евро) инженер Марио Кьеза — управляющий одним из миланских приютов, который 23 марта 1992 года дал признательные показания лично Ди Пьетро (в том числе в том, что сумел избавиться после ареста ещё от 37 млн лир в кармане пиджака).
С 17 мая по 21 ноября 1996 года Ди Пьетро был министром общественных работ в первом правительстве Проди, спустя год стал сенатором, заменив ушедшего в отставку Пино Арлакки, и с 18 ноября 1997 по 29 мая 2001 года входил в Смешанную фракцию Сената.
В 1998 году основал и возглавил партию Италия Ценностей (в 2013—2014 годах являлся её почётным лидером). 27 февраля 1999 года при активном содействии Ди Пьетро «Италия ценностей» объединилась с несколькими другими партиями в новую политическую структуру — партию «Демократы». 27 апреля 2000 года в знак протеста против назначения Джулиано Амато премьер-министром Ди Пьетро со своими сторонниками вышел из партии и восстановил своё прежнее детище — «Италию ценностей».
В 1999—2004 годах депутат Европарламента. В 2006—2008 год занимал во втором правительстве Романо Проди пост министра инфраструктуры.
26 февраля 2013 года Ди Пьетро объявил о своей отставке с должности председателя «Италии ценностей» после поражения партии на парламентских выборах.
4 октября 2014 года съезд «Италии ценностей» в Сансеполькро поддержал программу национального секретаря Иньяцио Мессина, и Ди Пьетро вышел из основанной им самим партии.
27 февраля 2016 года суд Рима приговорил Ди Пьетро к уплате 2 694 000 евро в пользу Акилле Оккетто и Джульетто Кьеза для возмещения ущерба, причиненного в ходе европейских выборов 2004 года, когда «Италия ценностей» утаила от своих политических союзников большую часть бюджетного возмещения предвыборных расходов.

## Семья
В 1973 году Ди Пьетро женился на Изабелле Феррара, затем в их семье появился сын Кристиан. В 1994 году вторым браком женился на адвокате Сузанне Мадзолени (Susanna Mazzoleni), от которой у него ещё двое детей: Анна и Антонино.